# Humbert IV. (Beaujeu)
Humbert IV. († 1189/90 vor Akkon) war ein Erbe der Herrschaft Beaujeu und iure uxoris ein Herr von Montpensier (Humbert I.) aus dem Haus Beaujeu.
Er war ein Sohn des Humbert III. von Beaujeu († um 1192) und einer Tochter des Grafen Amadeus III. von Savoyen.
Er war verheiratet mit Agnes von Thiers, der Erbin von Montpensier, mit der er zwei Kinder hatte:
- Guichard IV. († 27. Dezember 1216), Herr von Beaujeu und Montpensier;
- Alix († 1265), später Äbtissin von Fontevrault, ⚭ Rainald von Nevers († 5. August 1191 vor Akkon).

Humbert stritt oft mit seinem Vater um die Mitherrschaft in Beaujeau. Zur Unterscheidung gegenüber seinem Vater wurde er „der Jüngere“ genannt. Er nahm mit seinem Schwiegersohn am dritten Kreuzzug teil, wobei er im Verlauf der Belagerung von Akkon starb. Weil er noch vor seinem Vater starb, folgte diesem in Beaujeu sein Sohn Guichard IV. nach.